# Jean-Pierre Heynderickx
Jean-Pierre Heynderickx (* Merelbeke, 5 de maio de 1965). Foi um ciclista belga, profissional entre 1987 e 1998, cujo maior sucesso desportivo conseguiu-o na Volta a Espanha, onde conseguiria 1 vitória de etapa na edição de 1989.

## Palmarés
| - 1987 - 2.º no Campeonato da Bélgica em Estrada - 1988 - 1 etapa do Tour d'Armorique - 1989 - 1 etapa da Volta a Espanha | - 1994 - 1 etapa da Étoile de Bessèges - 1995 - Clássica de Almeria - 1 etapa do Tour da China |

## Resultados nas grandes voltas
| Corrida            | 1987 | 1988  | 1989  | 1990 | 1991 | 1992 | 1993 | 1994 | 1995 | 1996 | 1997 | 1998 |
| ------------------ | ---- | ----- | ----- | ---- | ---- | ---- | ---- | ---- | ---- | ---- | ---- | ---- |
| Giro d'Italia      | -    | -     | -     | -    | -    | -    | -    | -    | -    | -    | -    | -    |
| Tour de France     | -    | 148.º | -     | Ab.  | -    | -    | -    | -    | -    | -    | -    | -    |
| Volta a Espanha    | -    | -     | 124.º | Ab.  | -    | Ab.  | -    | -    | -    | -    | -    | -    |
| Mundial em Estrada | -    | -     | -     | -    | -    | -    | -    | -    | -    | -    | -    | -    |

-: não participa

Ab.: abandono